# لش‌ماهی اروپایی
لش‌ماهی اروپایی یا ماهی سفید رودخانه‌ای (نام علمی: Squalius cephalus) نام یک گونه از تیره کپورماهیان است.